# Dolos
En la mitología clásica Dolos (en griego Δόλος y en latín Dolus) era la personificación divina del «Engaño». Tanto en griego como en latín se trata de un sustantivo masculino. Está asociado de manera natural con la Verdad (Veritas) y la Mentira (Mendacium). Para algunos autores el Engaño nació de la unión entre el Éter y la Tierra o bien de Érebo y la Noche. Y otros más dicen que también estuvo presente durante el asalto de las mujeres lemnias cuando estas decidieron matar a sus esposos infieles. Su contrapartida mitológica femenina es Ápate («fraude»).
El Engaño (Dolus) sólo aparece en un episodio mitológico posterior de mano del fabulista Fedro, que a partir de un proverbio latino crea su propia narración mitológica. El proverbio se trata de «mendacium appellatum est, quod negantibus» y de aquí proviene la expresión castellana «la mentira no tiene pies», o lo que es lo mismo, «antes se coge a un cojo que a un mentiroso». 
Se dice que en cierta ocasión Prometeo, alfarero de una raza nueva, había modelado la Verdad con exquisito cuidado para que entre los hombres pudiese gobernar la justicia. No obstante una llamada de Júpiter (Zeus) le obligó a ausentarse. Dejó al Engaño custodiando la inacabada obra y este, inflamado de ambición, aprovechó la salida de su maestro para hacer con sus propias manos una figura exacta en apariencia a la que estaba haciendo Prometeo. Sólo le faltaba terminar los pies cuando se quedó sin arcilla, y cuando regresó con ella, se encontró con que el titán ya había vuelto y, divertido por la similitud de las estatuas, había metido las dos en el horno para que terminaran de hacerse, a pesar de que la hecha por el Engaño no tenía pies. Una vez terminada la obra les insufló vida, y es por ello que la verdad caminaba grácilmente mientras su gemela, la Mentira, sigue sus huellas tambaleándose y casi sin sostenerse. Por ello se dice que aunque una empresa hecha con mentiras parezca empezar con buen pie, a la larga siempre prevalecerá la verdad.